# Belgique aux Jeux mondiaux de 2017
Cet article contient des informations sur la participation et les résultats de la Belgique aux Jeux mondiaux de 2017 à Wrocław en Pologne.

## Médailles

### Or
| Sport              | Discipline                               | Sportifs |
| Médailles d'or : 7 |                                          | |
| Escalade           | Femmes - Difficulté                      | Anak Verhoeven                                                                                              |
| Ju-jitsu           | Femmes - Ne-waza -55 kg                  | Amal Amjahid                                                                                                |
| Ju-jitsu           | Femmes - Ne-waza open                    | Amal Amjahid                                                                                                |
| Roller de vitesse  | Femmes - Piste - 1 000 m Sprint          | Sandrine Tas                                                                                                |
| Roller de vitesse  | Hommes - Route - 10 000 m Course à point | Bart Swings                                                                                                 |
| Roller de vitesse  | Hommes - Route - 20 000 m Élimination    | Bart Swings                                                                                                 |
| Sauvetage sportif  | Femmes - Relais 4 x 25 m Mannequin       | Belgique - Sofie Boogaerts - Stefanie Lindekens - Aurelie Romanini - Nele Vanbuel - Bieke Vandenabeele (nl) |

### Argent
| Sport                   | Discipline                                      | Sportifs                                      |
| Médailles d'argent : 9  |                                                 |                                               |
| Boules                  | Femmes - Pétanque - Double                      | Nancy Barzin Camille Max                      |
| Course d'orientation    | Hommes - Sprint                                 | Yannick Michiels                              |
| Gymnastique acrobatique | Femmes - Duo                                    | Lore Vanden Berghe (nl) Noémie Lammertyn (nl) |
| Ju-jitsu                | Hommes - Ne-waza -77 kg                         | Wim Deputter (nl)                             |
| Roller de vitesse       | Femmes - Piste - 10 000 m Élimination et points | Sandrine Tas                                  |
| Roller de vitesse       | Femmes - Piste - 15 000 m Élimination           | Sandrine Tas                                  |
| Roller de vitesse       | Femmes - Route - 10 000 m Course à point        | Sandrine Tas                                  |
| Roller de vitesse       | Femmes - Route - 20 000 m Élimination           | Sandrine Tas                                  |
| Roller de vitesse       | Hommes - Piste - 1 000 m Sprint                 | Bart Swings                                   |

### Bronze
| Sport                     | Discipline                              | Sportifs |
| Médailles de bronze : 8   |                                         | |
| Gymnastique acrobatique   | Hommes - Duo                            | Kilian Goffaux Robin Casse |
| Ju-jitsu                  | Hommes - Ne-waza -94 kg                 | Florent Minguet |
| Ju-jitsu                  | Duo Hommes                              | Ben Jos H Cloostermans Bjarne Lardon |
| Ju-jitsu                  | Duo Mixte                               | Charis Jessy V Gravensteyn Ian Rudy A Lodens |
| Korfbal                   | Tournoi                                 | Belgique - Karen Van Camp - Shiara Driesen (nl) - Stephanie Versele - Julie Caluwé (nl) - Zahra Verhoeven - Saar Seys (nl) - Patty Peeters (nl) - Jesse De Bremaeker (nl) - Nick Janssens (nl) - Brent Struyf (nl) - David Peeters (nl) - Yani Janssens - Jarni Amorgaste (nl) - Jari Hardies (nl) |
| Roller de vitesse         | Femmes - Piste - 300 m Contre la montre | Olivier Fortamps |
| Ski nautique et wakeboard | Hommes - Figures                        | Sandrine Tas |
| Ski nautique et wakeboard | Femmes - Slalom                         | Kate Adriaensen |